# U168 (潜水艦)
U168は第二次世界大戦時のドイツ海軍の潜水艦。IXC/40型。

## 艦歴
ブレーメンのDeutsche Schiff- und Maschinenbauで建造。1940年8月15日発注。1941年3月15日起工。1942年3月5日、または3月15日進水。9月10日就役。艦長はヘルムート・ピッヒ（Helmut Pich）少佐。
1943年3月9日、キールより北大西洋へ出撃。「U168」はゼートイフェル、レーベンヘルツ、ラルケ、シュペヒト、フィンチグループに加わり船団攻撃に参加したが、戦果はなかった。5月18日、ロリアンに帰投。
7月3日、モンスーングループ第一波の一隻としてロリアンを出撃してインド洋へ向かう。9月、インド洋に到着。10月2日、ボンベイの西南西80浬でイギリス船「ハイキン（Haiching、2183トン）」を撃沈。次いで小型ヨットを数隻撃沈した。11月3日、コーチ沖でカタリナ飛行艇の攻撃により軽微な被害を受けた。11月11日、ペナンに到着。
「U168」は1944年1月28日にペナンを出撃してインド洋での通商破壊に向かった。しかし、急性中耳炎を発症した士官が出たため2月3日にペナンに戻った。入院した士官に代わる人員を補充した「U168」は2月7日に再び出撃した。「U168」は2月14日にセイロンの南西でイギリス海軍のSalvage vessel「HMS Salviking」を、2月15日にアッドゥ環礁の北でギリシャ船「Epaminondas C. Embiricos」（4385トン）を沈めた。また、2月21日にはノルウェーのタンカー「Fenris」（9804トン）に魚雷を命中させて損傷させた。3月、「U168」は給油を受けるため補給船「ブラーケ」との合流に向かう。しかし「ブラーケ」は撃沈されていたため、「U168」は同船乗員を救助して3月24日にバタヴィアに着いた。「U168」が救助した人数は100から150人とされる。
1944年10月5日、修理のためスラバヤへ向けバタヴィアを出港。10月6日、「U168」はオランダ潜水艦「ズヴァードヴィッシュ」により撃沈された。「ズヴァードヴィッシュ」は「U168」の情報を得てバタヴィア沖へ向かい、10月6日早朝に「U168」を捕捉。魚雷6本を発射し、1本が「U168」の前方の魚雷室に命中、さらにもう1本が命中したが、そちらは不発であった。この被雷によって「U168」は沈没し、23名が戦死。ピッヒを含め27名が「ズヴァードヴィッシュ」に救助され、そのうち士官と負傷者計5名を除く22名は近くにいた漁船に移されて解放された。